# Windmühle (bei Pfaffengreuth)
Windmühle ([ˈvɪntˌmyːlə] , fränkisch: „Windmil“) ist ein Gemeindeteil der kreisfreien Stadt Ansbach (Mittelfranken, Bayern). Windmühle liegt in der Gemarkung Hennenbach.

## Geografie
Die Einöde ist heute Haus Nr. 1 der Rummelsberger Straße, die parallel zur Bundesstraße 14 verläuft und 150 Meter südwestlich bzw. 300 Meter nordöstlich in diese mündet. Unmittelbar westlich des Anwesens befindet sich Heimweg (= Rummelsberger Str. 11), unmittelbar nördlich der Rabenhof, dahinter die Flur Urlas mit einem Schießplatz der US Army.

## Geschichte
Wie auch Heimweg und Rabenhof wurde Windmühle von Karl Heinrich Ritter von Lang gegründet. Der Ort wurde 1809 erstmals schriftlich erwähnt. Benannt wurde er nach einer ehemaligen Windmühle, die ca. einen Kilometer westlich am Drechselsgarten stand, deren Betrieb aber wegen Ineffizienz eingestellt wurde. 1823 kaufte der Wirt Georg Michael Stadelmann das Wirtschaftsgut Zur Windmühle.
Windmühle gehörte der 1811 gegründeten Ruralgemeinde Hennenbach an. Am 1. Juli 1972 wurde sie im Zuge der Gebietsreform in Bayern nach Ansbach eingemeindet.

## Einwohnerentwicklung
| Jahr      | 001818 | 001840 | 001861 | 001871 | 001885 | 001900 | 001925 | 001950 | 001961 | 001970 | 001987 |
| Einwohner | 3      | 6      | *      | 5      | 2      | 6      | 12     | 41     | 6      | 8      | 5      |
| Häuser    | 1      | 1      |        |        | 1      | 1      | 2      | 5      | 1      |        | 1      |
| Quelle    | [ 11 ] | [ 12 ] | [ 13 ] | [ 14 ] | [ 15 ] | [ 16 ] | [ 17 ] | [ 18 ] | [ 19 ] | [ 20 ] | [ 1 ]  |

## Religion
Die Einwohner evangelisch-lutherischer Konfession sind nach St. Johannis (Ansbach) gepfarrt. Die Einwohner römisch-katholischer Konfession waren zunächst nach St. Ludwig (Ansbach) gepfarrt, seit 1970 ist die Pfarrei Christ König (Ansbach) zuständig.